# Rudziska Pasymskie
Rudziska Pasymskie (niem. Waldheim) – osada w Polsce położona w województwie warmińsko-mazurskim, w powiecie szczycieńskim, w gminie Pasym. W latach 1975–1998 miejscowość należała administracyjnie do województwa olsztyńskiego.
Przed 1945 r. nad jeziorem Kalwa wzniesiono kompleks turystyczny miasta Pasym, które było znane jako ośrodek sportów wodnych i zimowych oraz jako miejscowość turystyczna. Obecnie jest to obszar Rudzisk Pasymskich, kompleks turystyczny obejmował pensjonat wybudowany w 1927 r., małą skocznię narciarską z wyciągiem krzesełkowym, przystań wodną i liczne kawiarnie.
W Rudziskach Pasymskich w latach 1946 - 1950 i 1957 - 1960 funkcjonował w obiektach poniemieckiego kompleksu turystycznego założony przez Karola Małłka Mazurski Uniwersytet Ludowy. Po rozwiązaniu uniwersytetu w budynku mieścił się Centralny Ośrodek Szkoleniowo-Wczasowy Związku Młodzieży Wiejskiej, a później należał on do Związku Nauczycielstwa Polskiego. Spalił się w 1987 r. i pozostaje w ruinie. 